# Saint-Sauvant (Charente-Maritime)
Saint-Sauvant település Franciaországban, Charente-Maritime megyében. Lakosainak száma 514 fő (2022. január 1.). Saint-Sauvant Chaniers, Chérac, Dompierre-sur-Charente és Saint-Césaire községekkel határos.

## Népesség
A település népessége az elmúlt években az alábbi módon változott:
| Lakosok száma | 481  | 504  | 501  | 508  | 497  | 492  | 485  | 481  | 494  | 514  |
|               | 1968 | 1982 | 1990 | 2006 | 2013 | 2015 | 2017 | 2019 | 2020 | 2022 |